# Kulturlandschaft Richtersveld

Nationalpark und Welterbestätte in der Gemeinde Richtersveld

Die Kulturlandschaft Richtersveld (offizieller Name: Richtersveld Cultural and Botanical Landscape) ist ein Gebiet im äußersten Nordwesten Südafrikas. Das gebirgige, wüstenartige Gelände ist das letzte Gebiet im südlichen Afrika, in dem noch Einwohner vom Stamm der Nama als Wanderhirten leben. 2007 ernannte die UNESCO deshalb diese Landschaft zum Weltkulturerbe.

## Lage
Richtersveld ist eine nur extrem dünn besiedelte Gemeinde an der Grenze zu Namibia, im Norden begrenzt vom Oranje-Fluss, im Westen vom Atlantik. Nur wenige hundert Menschen leben im bergigen Nordosten. Den nördlichsten Teil der Gemeinde bildet der Richtersveld-Nationalpark, der seit 2003 gemeinsam mit Namibia als transnationaler Park betrieben wird. Südlich davon befindet sich das Gebiet der Welterbestätte, die seit 2000 unter dem Namen Richtersveld Community Conservancy geschützt ist. An seinen Grenzen liegen die Dörfer Kuboes, Lekkersing und Eksteenfontein. Eigentümer sowohl des Nationalparks als auch der Community Conservancy ist eine „gemeinschaftliche Eigentümergemeinschaft“ (Community Property Association) der dort lebenden Nama und „Bosluis-Baster“.
Das Richtersveld ist eine trockene Bergwüste, in der die Temperaturen extremen täglichen und saisonalen Schwankungen unterliegen. Frost im Winter und über 40 °C im Sommer sind nicht ungewöhnlich. Im größten Teil des Richtersveld fällt im Winter Regen, meist zwischen Mai und September, in den Bergen sind aber auch Sommergewitter möglich. Diese klimatischen Bedingungen haben eine einmalige Biodiversität entstehen lassen: Die Sukkulentenkaroo beheimatet, trotz Wüstenbedingungen, fast 5000 Sukkulentenarten, von denen 40 % endemisch sind. Lithops sind darunter zahlreich vertreten. 29 Flechtenarten stellen eine weltweit einmalige Vielfalt dar.

## Nutzung
Während die touristische Erschließung des Nationalparks eher auf die natürliche, ungestörte Tier- und Pflanzenwelt ausgerichtet ist, werden die als Welterbe ausgewiesenen Gebiete vor allem als saisonaler Weidegrund genutzt. Tatsächlich tragen die Ziegen-, Esel- und Schafsherden erheblich zur Erhaltung der Karoo-Vegetation bei. Vermutlich seit zweitausend Jahren ist so ein ökologisches Gleichgewicht entstanden.
Trotzdem stellt Überweidung ein ernsthaftes Problem auf dem empfindlichen Grund dar. Deshalb ist innerhalb der Kernflächen ausschließlich Weidewirtschaft nach den traditionellen Regeln und mit den althergebrachten mobilen Binsenhütten erlaubt.
Im Gegensatz zum Nationalpark sind Prospektion, Bergbau und Diamantensuche in der Community Conservancy streng verboten.

## Traditionelle Weidewirtschaft

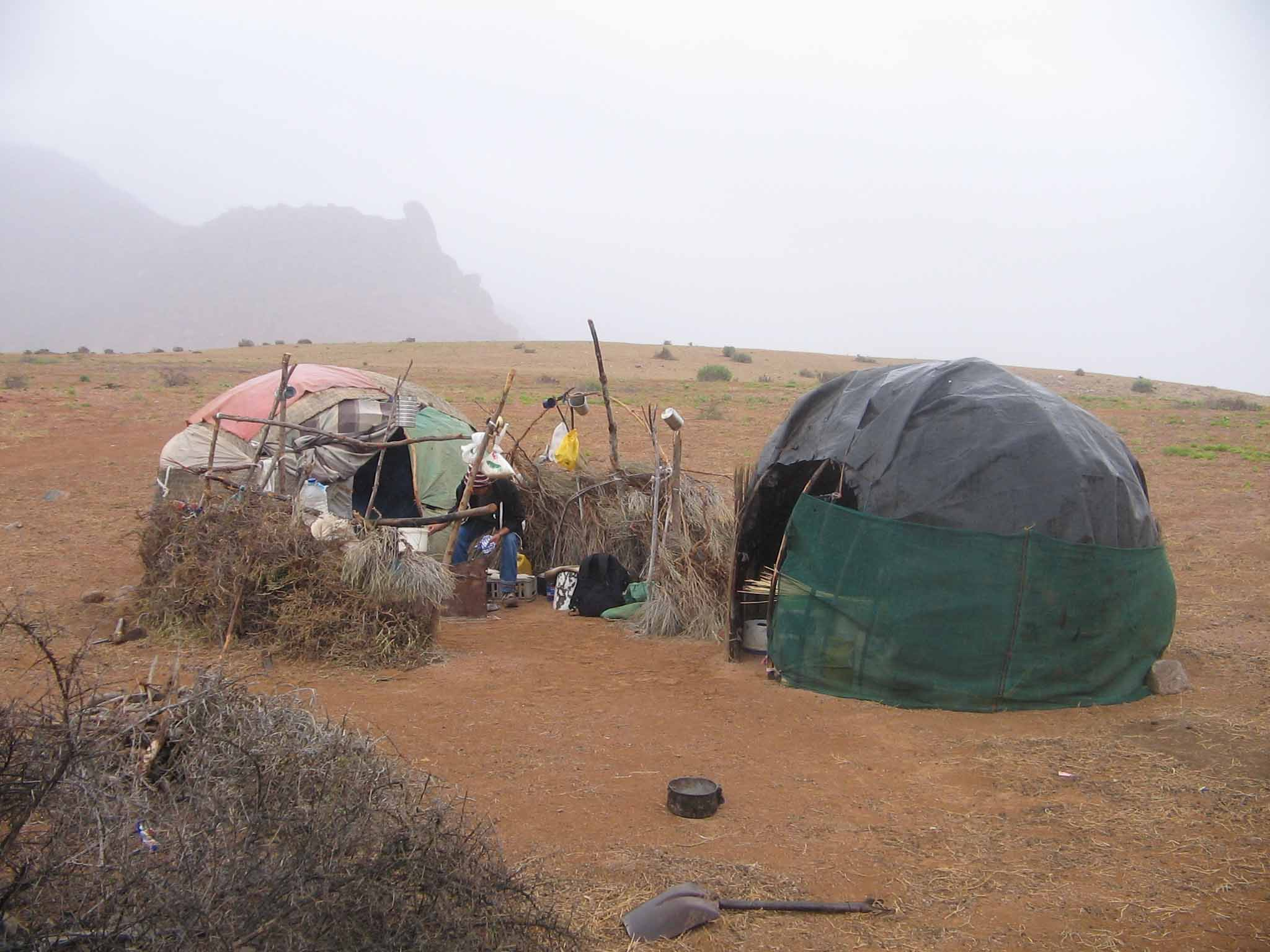
Nama-Hütten

Im geschützten Gebiet befinden sich etwa 40 traditionelle Lagerplätze (stockposts), die von den Hirten abwechselnd aufgesucht werden. Je nach Jahreszeit wechseln sie zwischen höher und tiefer gelegenen Standorten (Transhumanz). Die Aufteilung der Lagerplätze auf Familien erfolgt gemeinschaftlich. Heutzutage halten sich die Angehörigen der Hirten dort nur noch am Wochenende auf.
Nachts werden die Tiere in Kraalen zusammengetrieben, tagsüber durchstreifen sie die Umgebung. Die Herden bestehen sowohl aus den eigenen Tieren als auch aus solchen, die gegen Bezahlung gehütet werden.
Als Unterkünfte dienen traditionell Binsenhütten, die ǀharu om. Sie sind halbkugelförmig und über einem Holzgerüst mit fein geflochtenen Binsenmatten bedeckt. Nur noch wenige Hütten, die für Touristen hergerichtet sind, beschränken sich auf diese Materialien. Üblicherweise werden sie inzwischen mit Plastikplanen und Segeltuch wetterfest gemacht.

## Tourismus
Abgesehen von Gästehäusern in Kuboes und Eksteenfontein sowie einem kleinen Museum in Eksteenfontein gibt es bis jetzt kaum touristische Infrastruktur. Es gibt jedoch Planungen, in den kommenden Jahren Verkehrswege zu verbessern und Campingplätze zu bauen. Angeboten werden zudem Wanderungen und die Möglichkeit, das Gebiet auf den vorhandenen Pisten mit Geländewagen zu erkunden. Die Forschungsstation am Rooiberg soll für Besucher ausgebaut werden.